# The Monster Tour
Eminem X Rihanna: The Monster Tour (más conocido como The Monster Tour) es la primera gira musical en colaboración de los cantantes y compositores estadounidenses Eminem y Rihanna, realizada para promocionar sus colaboraciones y sus respectivos álbumes de estudio The Marshall Mathers LP 2 y Unapologetic, ambos de 2013. La gira comenzó el 7 de agosto de 2014 en Pasadena, Estados Unidos.

## Fechas y recaudación
| Norteamérica — Etapa I |                 |                |                   |   |   |
| 7 de agosto            | Pasadena        | Estados Unidos | Estadio Rose Bowl | — | — |
| 8 de agosto            | Pasadena        | Estados Unidos | Estadio Rose Bowl | — | — |
| 16 de agosto           | East Rutherford | Estados Unidos | MetLife Stadium   | — | — |
| 17 de agosto           | East Rutherford | Estados Unidos | MetLife Stadium   | — | — |
| 22 de agosto           | Detroit         | Estados Unidos | Comerica Park     | — | — |
| 23 de agosto           | Detroit         | Estados Unidos | Comerica Park     | — | — |

## Lista de canciones
1. «Numb» – Both
2. «No Love» – Both
3. «Run This Town» – Both (“Renegade” version de «Eminem)
4. «Live Your Life» – Rihanna
5. «Crack a Bottle» – Eminem
6. «Won’t Back Down» – Both
7. «What Now» – Rihanna
8. «Phresh Out the Runway» – Rihanna
9. «Birthday Cake» – Rihanna
10. «Talk That Talk» – Rihanna
11. «Rude Boy» – Rihanna
12. «What's My Name?» – Rihanna (remixed with Trey Songz’ “Na Na”)
13. «Pour It Up» – Rihanna
14. «Cockiness (Love It)» – Rihanna
15. «Man Down» – Rihanna
16. «You Da One» – Rihanna
17. «Wait Your Turn» – Rihanna
18. «Jump» – Rihanna
19. «Umbrella» – Rihanna
20. «All of the Lights» – Rihanna
21. «Rockstar 101» – Rihanna
22. «Where Have You Been» – Rihanna
23. «Stay» – Rihanna
24. «Love the Way You Lie» – Both
25. «3 a.m.» – Eminem
26. «Square Dance» – Eminem
27. «Business» – Eminem
28. «Kill You» – Eminem
29. «Evil Deeds» – Eminem
30. «Rap God» – Eminem
31. «Marshall Matters» – Eminem
32. «Just Don’t Give a F–k» – Eminem
33. «Still Don’t Give a F–k» – Eminem
34. «Criminal» – Eminem
35. «The Way I Am» – Eminem
36. «Paramore’s “Airplanes Pt. 2» – Both
37. «Stan» – Both
38. «Like Toy Soldiers» – Eminem
39. «Drake’s “Forever» – Eminem
40. «Berzerk» – Eminem
41. «Till I Collapse» – Eminem
42. «Cinderella Man» – Eminem
43. «My Name Is» – Eminem
44. «The Real Slim Shady» – Eminem
45. «Without Me» – Eminem
46. «Not Afraid» – Eminem
47. «Diamonds» – Rihanna
48. «We Found Love» (Acoustic & Regular Versions) – Rihanna
49. «Lose Yourself» – Eminem
Encore
50. «The Monster» – Both